# El yo y el ello
El yo y el ello (en alemán Das Ich und das Es) es una obra de Sigmund Freud publicada en 1923. 

## Contenido
Es la última de las grandes obras teóricas de Freud. Freud desarrolla aquí un modelo revolucionario de la psique y de su funcionamiento, conocido como «modelo estructural del aparato psíquico», en el que la vida psíquica en su conjunto se define por las relaciones entre tres entidades o instancias diferenciadas: el Ello, el Yo y el Superyó. Es este modelo estructural, conocido como la "segunda tópica freudiana" el que dominará a partir de esta obra, idependientemente de las críticas o divergencias entre las diversas escuelas, el desarrollo ulterior de la teoría: Toda la obra psicoanalítica posterior llevará la inconfundible impronta de El yo y ello. 
Una vez efectuada su anatomía de la psique, Freud pasará a estudiar sus implicaciones: la relación entre las partes de la psique y las dos clases de pulsiones, y las relaciones que dichas partes mantienen entre sí, con especial atención al sentimiento de culpa.